# チェーザレ・ポレンギ
チェーザレ・ポレンギ（Cesare Polenghi、 1968年1月3日 - ）は、イタリア人のスポーツライター、フットボールジャーナリスト。
1994年に来日し、以降日本を中心とした東アジアを拠点に活動している。愛称はチェポ。メディア出演時は「チェーザレ」名義で出演することもある。イタリア・ミラノ出身。

## 来歴
アメリカに留学し、16・7世紀の日本の歴史を専攻。英語と日本語が堪能である。1997年から日本サッカーに関する取材・研究を開始し、2009年からはサッカー専門ウェブマガジン「Goal.com」（2011年にイギリスのスポーツメディア企業であるパフォーム・グループが買収）の日本版編集チームに参加する。2009年から3年間、立命館宇治中学校・高等学校で日本史と世界史の教鞭を執っており、当時京都サンガF.C.U-18に所属していた久保裕也・原川力とは教師と生徒の関係であった。2011年には「Goal.com」アジア版発足のためにシンガポールに出向した。2013年に日本に戻り、「Goal.com」日本版編集長として再び日本サッカーを取材するほか、カンゼンの運営するサッカー専門ウェブサイト「フットボールチャンネル」のマネージングエディターも務めている。現在はガナッサ合同会社のCEOを務めている。

## 出演
- Foot!（J SPORTS） - 水曜レギュラーコメンテーター（2013-14年シーズンから）、主にセリエAの解説を担当。
- スカパー!Jリーグ中継（英語による解説）
- スーパーサッカー J+（TBSテレビ） - コメンテーター（2015年7月から）